# Route nationale 319
Die Route nationale 319, kurz N 319 oder RN 319, war eine französische Nationalstraße.
Die Straße verlief von 1933 bis 1973 in zwei Teilen von einer Straßenkreuzung mit der Nationalstraße 28 bei Vieux-Manoir nach Carvin. Neben der großen Unterbrechung zwischen Poix-de-Picardie und Amiens gab es noch weitere kurze Abschnitte, wo sie auf anderen Nationalstraßen mitlief. Von 1978 bis 2006 wurde die Nummer erneut für eine Einfallstraße nach Troyes verwendet, die parallel zur Nationalstraße 19 verlief. Diese Straße wird heute als Départementsstraße 619 beschildert.